# Al-Hadżar al-Abjad (Hims)
Al-Hadżar al-Abjad (arab. الحجر الأبيض) – miejscowość w Syrii, w muhafazie Hims. W 2004 roku liczyła 1473 mieszkańców.